# Colección Arqueológica de Kasos
La Colección Arqueológica de Kasos es una colección o museo de Grecia ubicada en la localidad de Fry de la isla de Kasos, situada en el archipiélago del Dodecaneso. 
Esta colección se encuentra en un edificio que fue construido en 1900 y que funcionó como ayuntamiento entre 1930 y 1971. Contiene una serie de hallazgos arqueológicos, históricos y folclóricos procedentes de la isla. Algunos de ellos pertenecen a la cueva de Ellinokamara, a la acrópolis prehistórica de Poli, que fue habitada desde la época micénica o a Jélatro.
Con respecto a la sección arqueológica, una subsección se centra en los hallazgos prehistóricos y el mar. Aquí se exponen hallazgos de cerámica pertenecientes al Neolítico tardío o a la Edad del Bronce temprana, una época en la que quizá no hubo asentamientos permanentes en la isla, sino solo asentamientos temporales relacionados con la pesca. También hay cerámica del minoico medio III/minoico tardío I del área próxima a Jélatro, donde se hallaba el único puerto protegido de la isla. También se exponen herramientas de piedra, que incluyen una vasija de piedra de procedencia minoica y un fragmento de piedra con una inscripción.
Otra subsección expone las prácticas religiosas y los asentamientos de periodos históricos. Los hallazgos, entre los que destacan las inscripciones,  atestiguan la existencia de al menos dos santuarios en la isla durante la Antigüedad. Es posible que la cueva de Ellinokamara, de donde proceden una serie de piezas de cerámica, huesos de animales y conchas, también fuera un lugar sagrado. En el exterior de la cueva se encontraron un tesoro de monedas y herramientas de piedra. Aquí también se exponen hallazgos de los asentamientos de Poli, Emporio y Jélatro.
La tercera subsección exhibe hallazgos de las necrópolis desde el periodo geométrico, donde hay indicios de que se practicaba la incineración. De las tumbas de época clásica halladas en una parte de la acrópolis de Poli, hay piezas como jarrones y monedas de ajuares funerarios. Son singulares una serie de lápidas de los siglos IV y III a. C. con inscripciones con los nombres de los difuntos.
El patio del museo alberga principalmente elementos arquitectónicos de la época de los primitivos cristianos, que fue un periodo de prosperidad en la isla.
Otra sala expone la historia de los eventos históricos que ocurrieron en Kasos en 1824, cuando la isla fue asediada y destruida por una flota procedente de Egipto. Los atacantes mataron a todos los hombres, mientras las mujeres y los niños pequeños fueron esclavizados.
Por último, otra sala expone aspectos tradicionales de las casas de Kasos. Entre los objetos expuestos aquí hay elementos arquitectónicos, folclóricos y fotografías.